# Steinwedel

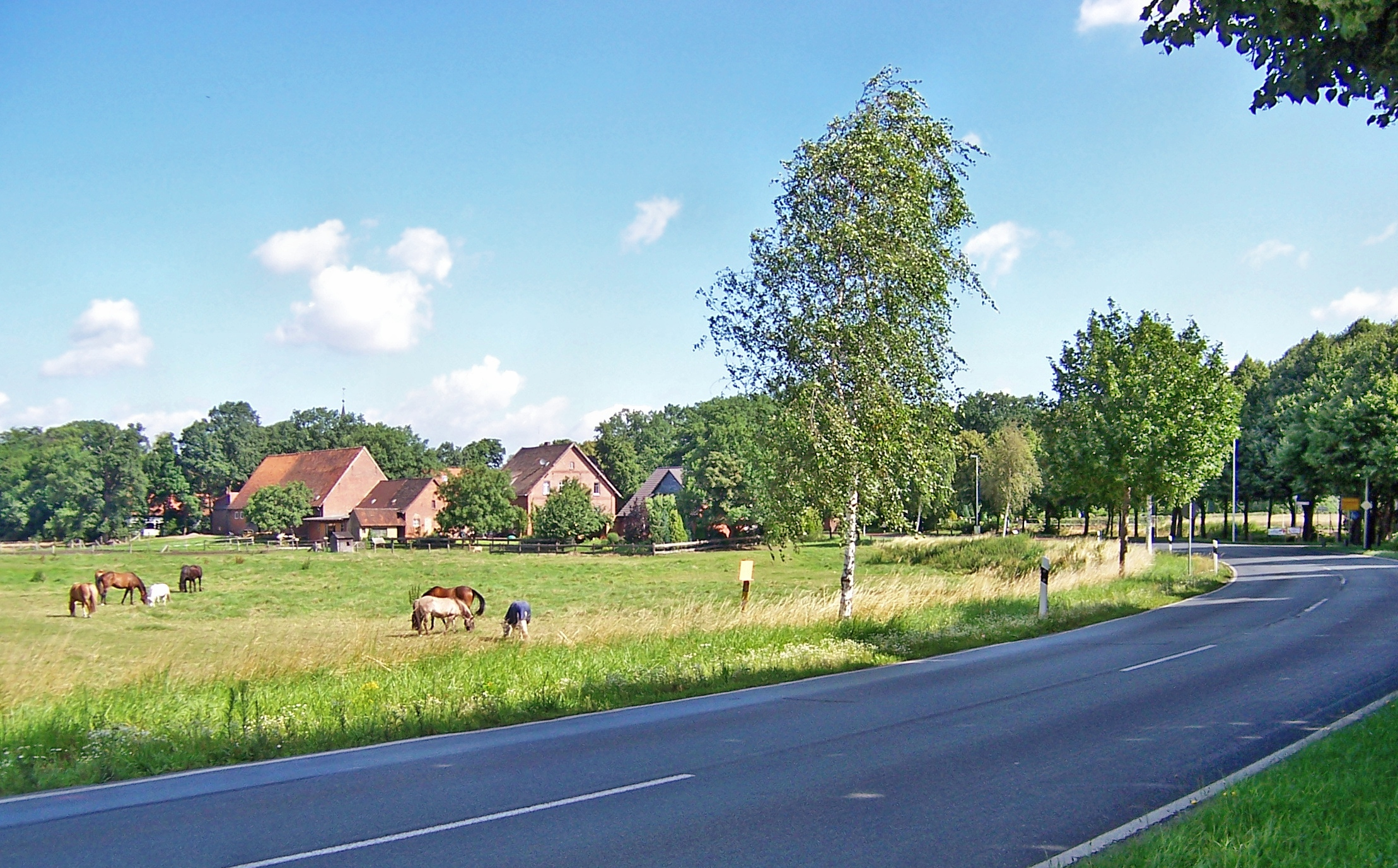
Ortseingang, von Aligse kommend

Steinwedel ist ein Ortsteil der Mittelstadt Lehrte in der niedersächsischen Region Hannover.

## Geografie

### Lage
Steinwedel befindet sich 13 km nordöstlich der Landeshauptstadt Hannover und 5 km nördlich von Lehrte. Im Südwesten verläuft die Burgdorfer Aue. Südöstlich befinden sich der Steinwedeler Teich und weitere, z. T. renaturierte Kiesgruben.

### Nachbarorte
|           | Burgdorf                                    |          |
| Röddensen | Kompassrose, die auf Nachbargemeinden zeigt | Immensen |
| Aligse    | Lehrte (Ortsteil)                           |          |

## Geschichte
Die erste urkundliche Erwähnung erfolgte als „Stenwede“ in einer Diözesan- und Gaugrenzenbeschreibung im Jahr 1022, nach anderer Quelle 1299.
Der Namensbestandteil -wedel steht im norddeutschen Bereich für eine Furt.
Bis 1974 war Steinwedel Teil des Landkreises Burgdorf.

### Eingemeindungen
Im Zuge der Gebietsreform in Niedersachsen, die am 1. März 1974 stattfand, wurde die zuvor selbständige Gemeinde Steinwedel in die Stadt Lehrte eingegliedert.

### Einwohnerentwicklung
| Jahr      | 1910  | 1925  | 1933  | 1939  | 1950  | 1956  | 1973  | 2010   | 2016  |
| --------- | ----- | ----- | ----- | ----- | ----- | ----- | ----- | ------ | ----- |
| Einwohner | 743   | 885   | 791   | 810   | 1526  | 1303  | 1214  | 1845   | 1799  |
| Quelle    | [ 6 ] | [ 7 ] | [ 7 ] | [ 7 ] | [ 8 ] | [ 8 ] | [ 9 ] | [ 10 ] | [ 1 ] |

|  |

## Politik

### Ortsrat
Der Ortsrat von Steinwedel setzt sich aus fünf Ortsratsmitgliedern folgender Parteien zusammen:
| Partei / Liste        | Sitze 2021 | Sitze 2016 |
| SPD                   | 3          | 3          |
| CDU                   | 1          | 2          |
| BÜNDNIS 90/DIE GRÜNEN | 1          | -          |

(Stand: Kommunalwahl 12. September 2021)

### Ortsbürgermeister
Der Ortsbürgermeister von Steinwedel ist Jens Utermann (SPD). Sein Stellvertreter ist Ralf Wengorsch (CDU).

### Wappen
Der Entwurf des Kommunalwappens von Steinwedel stammt von dem Heraldiker und Grafiker Alfred Brecht, der sämtliche Wappen in der Region Hannover erschaffen hat. Die Genehmigung des Wappens wurde am 25. Mai 1965 durch den Regierungspräsidenten in Lüneburg erteilt.
| Wappen von Steinwedel | Blasonierung: „In Gold im Schildhaupt drei rote Eisenhüte, darunter aus einem schräglinks im Schildfuß liegenden, grünen Ast mit vorn rechts oben einem und unten links zwei gestutzten Zweigen eine pfahlweise wachsende, grüne Eichel mit zwei sie begleitenden, grünen Eichenblättern.“ |
| Wappen von Steinwedel | Wappenbegründung: Die Gemeinde Steinwedel hat die drei roten Eisenhüte aus dem Wappen der Edelherren „von Depenau“ übernommen. An diese Familie erinnert die bekannte Depenauer Mühle noch heute. Die Eichenblätter mit der Eichel sollen die Erinnerung an den Steinwedeler Wald wachhalten, der einst fast den gesamten südlichen Teil des Landkreises Burgdorf bedeckte und sich stellenweise auch weit in die Nachbarkreise hinein erstreckte. Der einer Wolfsangel nachgebildete Ast im Schildfuß soll die Zugehörigkeit zum Landkreis Burgdorf symbolisieren, der die Wolfsangel selbst in seinem Wappen führt. |

## Kultur und Sehenswürdigkeiten

### Bauwerke
- Im Allegorischen Garten wachsen in thematischen Beeten angeordnet etwa 80 Pflanzenarten. Wild- und Kulturpflanzen, Stauden und Sommerblumen, Heilkräuter und Rosen vermitteln ein einzigartiges Gartenbild. Der Garten erinnert an eine alte evangelische Predigttradition.[14]
- St.-Petri-Kirche: Kirchenschiff der Saalkirche von 1753, Turm von 1414, Zuberbier-Orgel von 1769 (1979 überarbeitet), Taufstein von 1636, Glocke von 1802
- Aueschule (Grundschule)

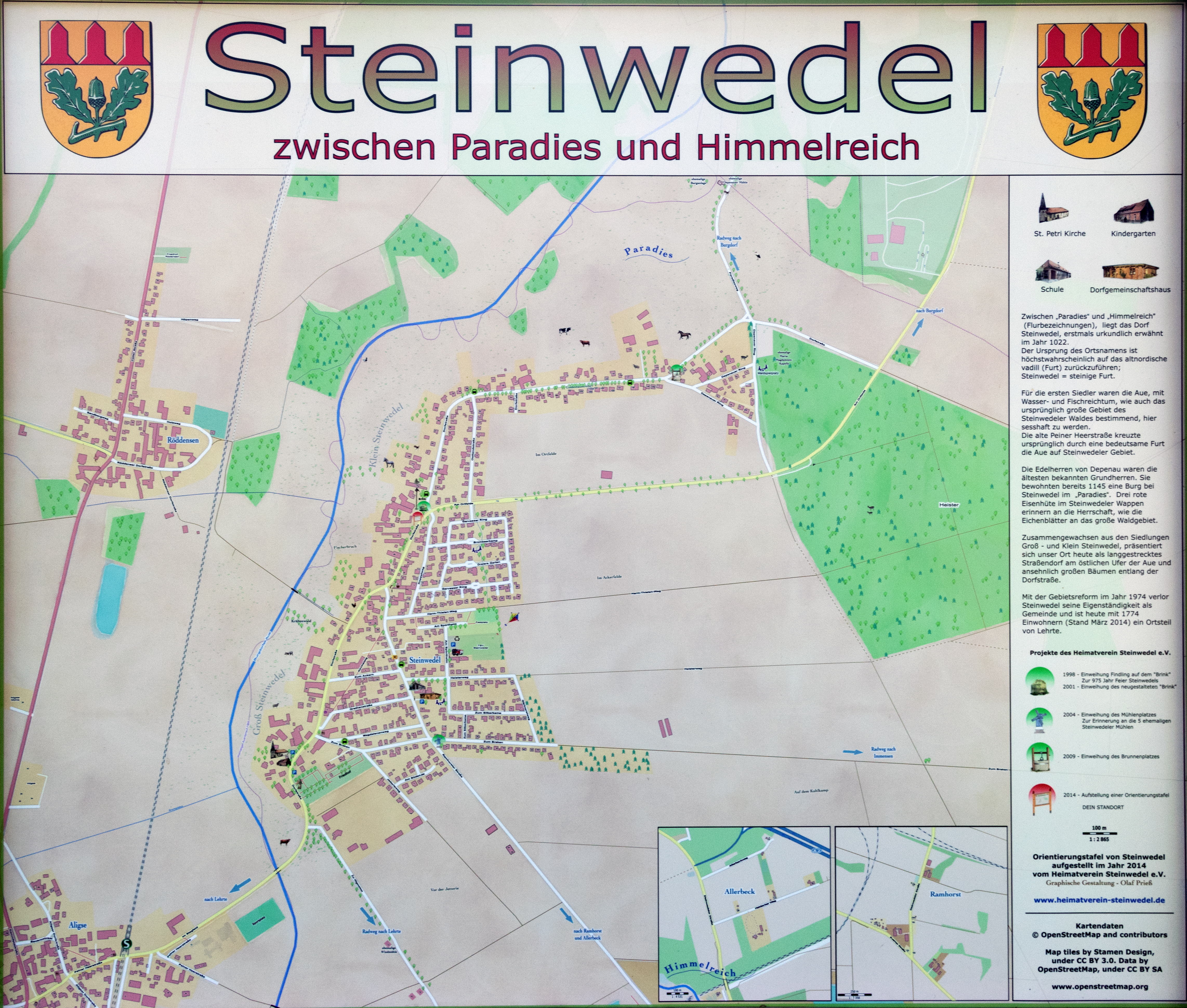
Orientierungstafel
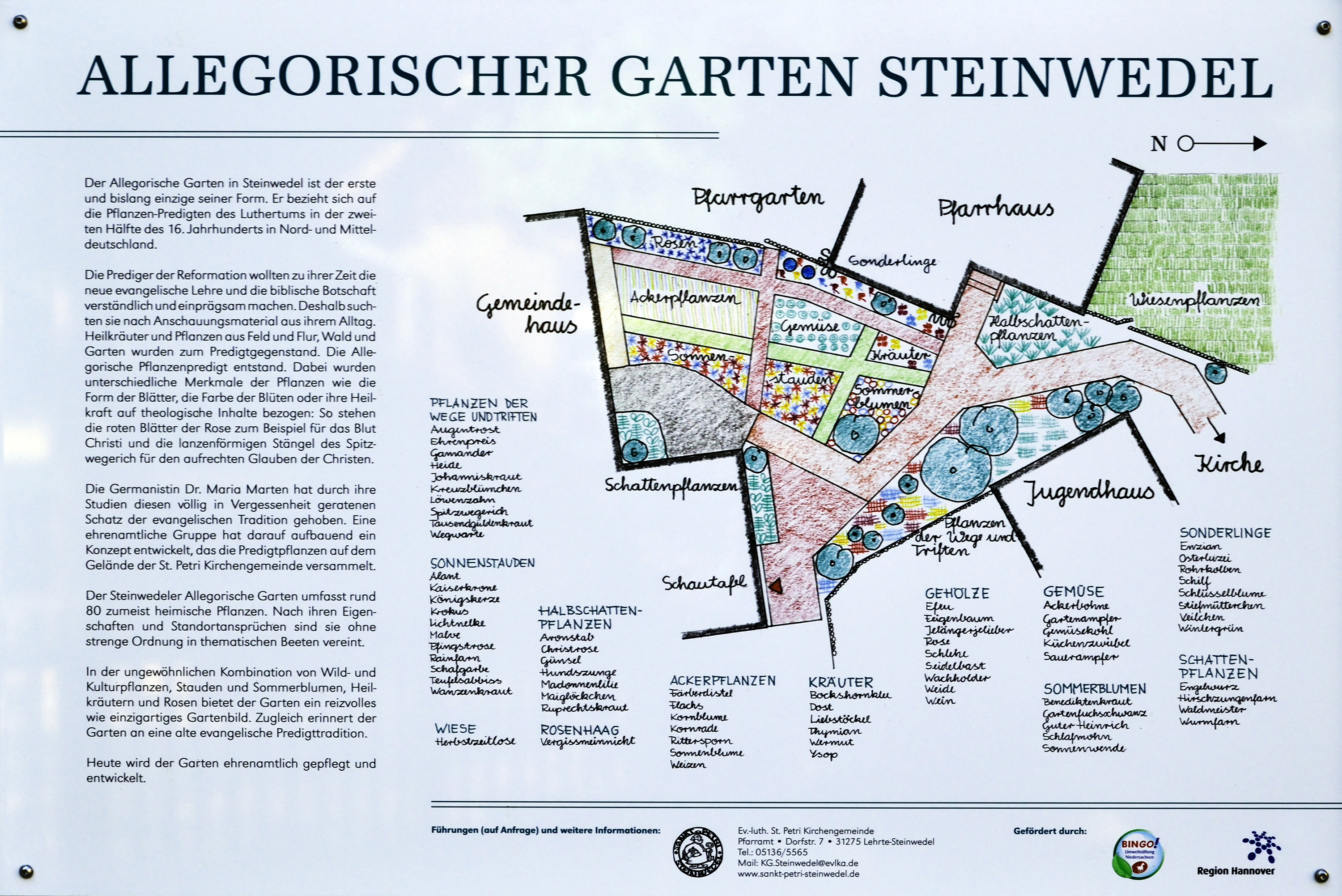
Schautafel des Allegorischen Gartens
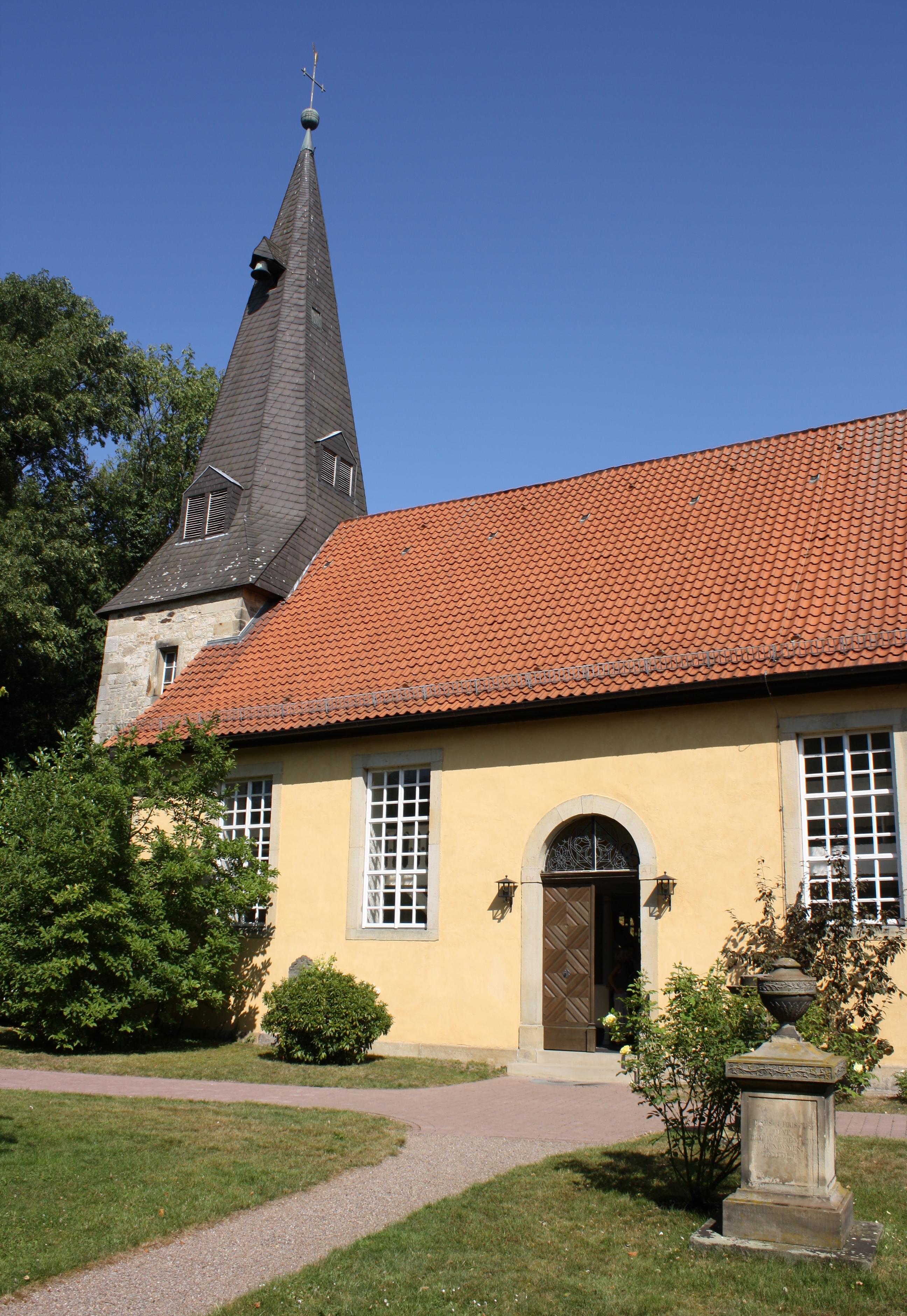
St.-Petri-Kirche
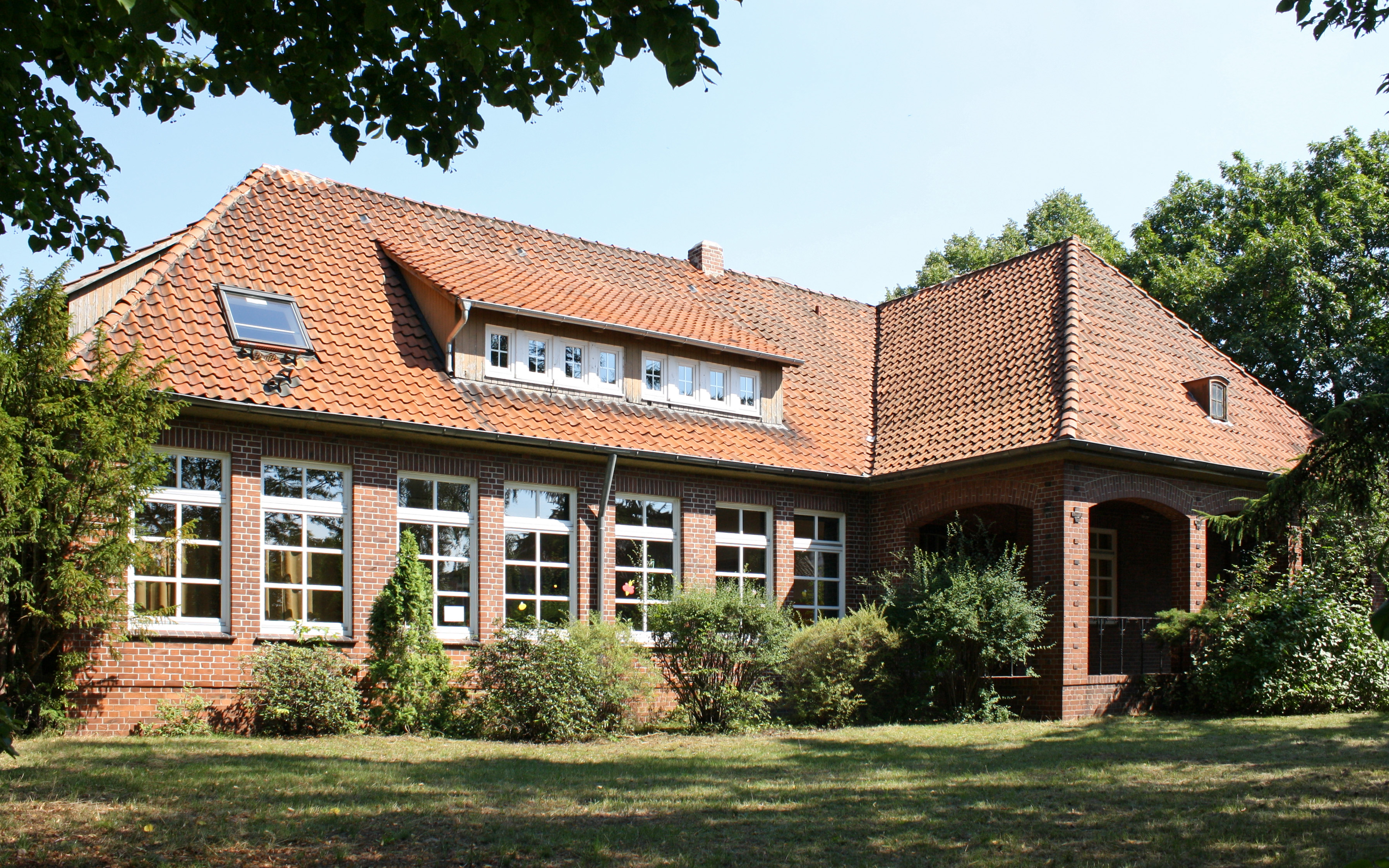
Aueschule (Grundschule)

### Vereine
Sport, hauptsächlich Handball und Breitensport, findet schwerpunktmäßig im TSV Steinwedel statt.

## Wirtschaft und Infrastruktur
Steinwedel ist landwirtschaftlich geprägt. Daneben existieren eine Bambus-Gärtnerei und einige kleinere Gewerbebetriebe. Der Hauptteil der Bevölkerung findet Beschäftigung außerhalb des Ortes.
Eine Buslinie des Großraum-Verkehrs Hannover verbindet Steinwedel mit Lehrte und Burgdorf.

## Persönlichkeiten
Personen, die mit dem Ort in Verbindung stehen
- Johann Andreas Zuberbier (1725–1785), Orgelbauer, 1769 schuf er die Orgel der örtlichen St.-Petri-Kirche
- Kaspar Klaffke (* 1937), Gärtner, Landschaftsarchitekt, Raumplaner und Hochschullehrer, er plante 2013 mit seiner Ehefrau den Allegorischen Garten an der örtlichen St.-Petri-Kirche
- Kristian Wegscheider (* 1954), Orgelbauer und -restaurator, Inhaber der Orgelwerkstatt Wegscheider, 1995 schuf er den Orgelneubau der St.-Petri-Kirche in altem Gehäuse unter Verwendung einiger alter Register
- Sandra Marianne Gast (* 1975), Künstlerin mit dem Schwerpunkt Fotografie, sie lebt in Steinwedel[15]